# Serfaus
Serfaus è un comune austriaco di 1 127 abitanti nel distretto di Landeck, in Tirolo. È la più piccola località del mondo ad avere una metropolitana.

## Geografia fisica
Serfaus si trova fra Landeck e Nauders, a circa 30 km dai confini con l'Italia (verso Malles Venosta) e con la Svizzera (verso Scuol).

## Storia
I ritrovamenti dei primi insediamenti in zona risalgono all'Età del bronzo.
Dalla metà degli anni sessanta del Novecento la località sciistica di Serfaus vide un notevole incremento di turismo invernale.

## Geografia antropica

### Suddivisioni amministrative
Serfaus conta, oltre al capoluogo stesso, otto frazioni: Feld, Heuberg, Madatschen, Samnaun, Schönegg, Sankt Zeno, Tschupbach e Untertösens.

## Economia
Stazione sciistica, fa parte del comprensorio Serfaus–Fiss–Ladis che comprende anche i due vicini comuni di Fiss e Ladis. Il comprensorio, che è uno dei maggiori dell'Austria, conta numerosi impianti di risalita.

## Infrastrutture e trasporti

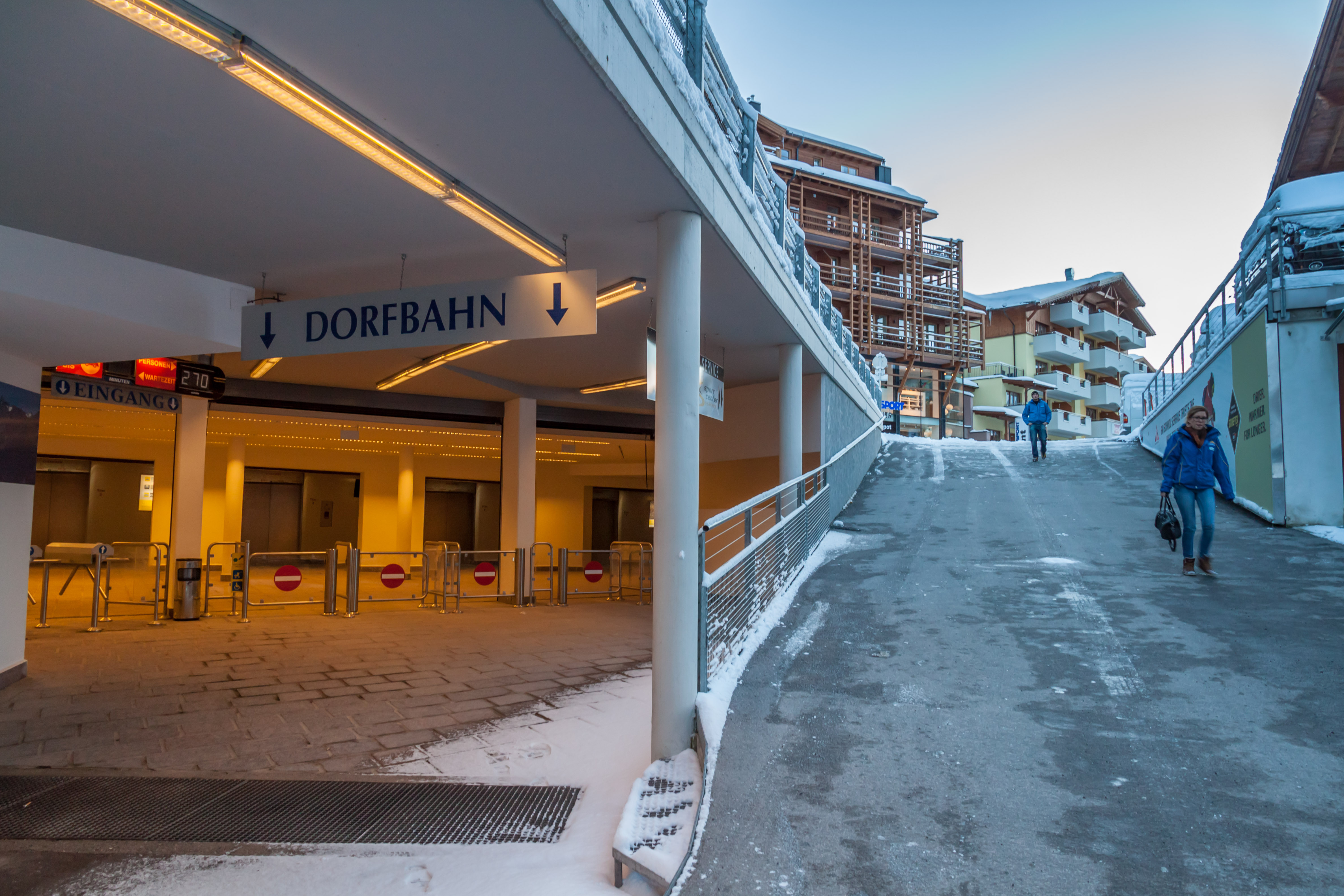
Una stazione della metropolitana di Serfaus

Serfaus è nota, come Gmunden per la tramvia, per essere il più piccolo centro abitato al mondo a possedere una rete di metropolitana urbana, costituita da una linea. Dalla metà degli anni sessanta del Novecento la località sciistica di Serfaus vide un notevole incremento di turismo invernale, tanto da costringere le autorità locali a chiudere la centrale Dorfbahnstraße al traffico privato e istituire un servizio di navetta turistica con alcuni autobus. Presto anche questa soluzione si rivelò di difficile gestione, pertanto il consiglio comunale pensò di dotare il paese di un sistema di trasporto sotterraneo. L'infrastruttura è stata pensata come un vero servizio di metropolitana, tanto da rendere Serfaus il più piccolo paese al mondo ad avere un servizio sotterraneo analogo.
A livello stradale, il comune lambisce la Bundesstraße 180, mentre lo svincolo autostradale più vicino (a Landeck, sull'A12 Inntal Autobahn) è a circa 20 km.